# Bob Marley: One Love
Bob Marley: One Love é um filme estadunidense dos gêneros biografia, drama e musical, dirigido por Reinaldo Marcus Green, sobre a vida e carreira do cantor de reggae jamaicano Bob Marley. Com roteiro escrito por Zach Baylin, Frank E. Flowers e Terence Winter, estrelado por Kingsley Ben-Adir.
O filme foi lançado nos Estados Unidos em 11 de janeiro de 2024, pela Paramount Pictures.

## Elenco
- Kingsley Ben-Adir como Bob Marley
- Lashana Lynch como Rita Marley
- Michael Gandolfini
- Nadine Marshall
- James Norton
- Anthony Welsh

## Produção

### Desenvolvimento
Em 6 de junho de 2018, foi anunciado que a Paramount Pictures produziria uma cinebiografia sobre o cantor de reggae, Bob Marley, que teria o seu filho, Ziggy Marley, como produtor.
Em março de 2021, Reinaldo Marcus Green foi anunciado como diretor do filme, com Rita Marley, Cedella Marley e Robert Teitel adicionados como produtores.
Em fevereiro de 2022, Kingsley Ben-Adir foi escalado como Marley. Também foi anunciado que Zach Baylin, Frank E. Flowers e Terence Winter seriam os roteiristas do filme. Em agosto, Lashana Lynch se juntou ao elenco interpretando a esposa de Bob, Rita Marley.
Em fevereiro de 2023, Michael Gandolfini, Nadine Marshall, James Norton e Anthony Welsh se juntaram ao elenco como papéis não revelados.

### Filmagens
As filmagens começaram em dezembro de 2022, em Londres, e foram encerradas na Jamaica em 2023.

## Lançamento
O filme foi lançado em 12 de janeiro de 2024 nos Estados Unidos, pela Paramount Pictures.
No Brasil, o filme foi lançado em 11 de janeiro de 2024.

## Recepção
Bob Marley: One Love teve uma recepção mista dos críticos, que elogiaram o desempenho de Ben-Adir, mas acharam que o filme "[jogou] muito no seguro". No site agregador de críticas Rotten Tomatoes, 42% das 179 resenhas dos críticos são positivas, com uma classificação média de 5,4/10. O consenso do site diz: "Kingsley Ben-Adir faz um trabalho admirável no papel central, mas Bob Marley: One Love é, em última análise, um filme biográfico padrão que não faz justiça ao seu tema brilhante." O Metacritic, que usa uma média ponderada, atribuiu ao filme uma pontuação de 43 em 100, baseado em 36 críticos, indicando críticas "mistas ou médias". O público pesquisado pelo CinemaScore deu ao filme uma nota média de "A" (em uma escala de A+ a F), enquanto os entrevistados pelo PostTrak deram ao filme uma média de cinco estrelas, com 80% dizendo que iriam definitivamente recomendar o filme.